# Айс, Саша
Са́ша Айс  (англ. Sasha Ice; настоящее имя — Алекса́ндра Андре́евна Наба́тчикова; род. 12 декабря 2002, Коломна, Россия) — российский видеоблогер и певица. Сестра Софьи Набатчиковой.

## Биография
Александра Набатчикова родилась 12 декабря 2002 года в Коломне.
11 лет своей жизни посвятила фигурному катанию, поэтому и выбрала себе псевдоним Sasha Ice.
Начала вести канал в 7 классе, в январе 2016 года. (Согласно интернет-журналу «Леди Mail.ru», чуть раньше, в 12 лет. Канал Sasha Ice зарегистрирован в августе 2015 года, когда Саше ещё не исполнилось 13 лет).
Первые видеоролики снимала вместе с сестрой Софой, которая начала вести свой канал почти одновременно, тоже выложив первое видео в январе 2016 года.
Первые видео девушки снимали вместе: это были сюжеты об их повседневной жизни и пародии на известных блогеров. В одном из роликов сестры учат свою маму и её подруг молодёжному сленгу, а те, в свою очередь, предлагают отгадать смысл сленговых словечек, популярных в 1990-х.«Софа Купер и Саша Айс: сестры в эфире» — tele.ru
Весной 2018 года число подписчиков на канале Sasha Ice приблизилось к миллиону.

## Тематика канала
Тематика разнообразная. По состоянию на 2018 год особо популярна среди зрителей была серия «Песни в реальной жизни», в которой Саша с сестрой Софой и друзьями разыгрывала сюжеты, используя в диалогах только цитаты из популярных песен.
Юный beauty-блогер снимает видео о том, как ухаживать за лицом и как сделать модный макияж за 10 минут. Многие бренды доверяют Саше рекламу косметических средств. Еще она делает обзоры на разные продукты (например, рассказывает о том, что ей подарили на день рождения) и даже устраивает конкурсы среди подписчиков.«Как дети-блогеры из русского YouTube зарабатывают недетские миллионы» — Женский журнал Woman.ru

## Дискография

### Синглы
| Год  | Дата      | Название                                 |
| ---- | --------- | ---------------------------------------- |
| 2020 | 24 ноября | «Надо вот так» (совместно с Софой Купер) |

## Премии и номинации
| Год  | Премия                                                           | Номинация                                   | Номинант(ы)               | Результат | Ист.  |
| ---- | ---------------------------------------------------------------- | ------------------------------------------- | ------------------------- | --------- | ----- |
| 2018 | Nickelodeon Kids’ Choice Awards                                  | Любимая интернет-звезда российских зрителей | Sasha Ice                 | Номинация | [ 5 ] |
| 2018 | «Девочка года» (в рамках церемонии «Девичник Teens Awards 2018») | Блогер года                                 | Sasha Ice and Sopha Kuper | Победа    | [ 6 ] |